# Pierre Labbey de la Roque
Pierre Élie Marie Labbey de La Roque est un homme politique français né le 16 décembre 1753 à Rouen (Normandie) et mort le 9 juin 1827 à La Roque-Baignard (Calvados).

## Biographie
Propriétaire, il est député du Calvados de 1815 à 1816, siégeant dans la majorité soutenant la Restauration.

## Sources
- « Pierre Labbey de la Roque », dans Adolphe Robert et Gaston Cougny, Dictionnaire des parlementaires français, Edgar Bourloton, 1889-1891 [détail de l’édition]